# Universal Music Group
Universal Music Group N.V. (também conhecida pela sigla UMG ou apenas Universal Music) é uma empresa de música neerlando-estadounidense, sob forma societária nos Países Baixos. Sua sede corporativa está localizada em Hilversum, na Holanda do Norte, enquanto suas operações são controladas em Santa Mônica, Califórnia. É a maior empresa do ramo musical do planeta, sendo parte e líder do grupo das "Três Grandes" gravadoras, em conjunto com a Sony Music e a Warner Music Group. Originalmente uma subsidiária completa do grupo francês Vivendi, a Universal Music é hoje uma empresa de capital aberto. A gigante da tecnologia chinesa Tencent adquiriu 10% da UMG em março de 2020, por 3 bilhões de euros, aumentando sua participação para 20% em janeiro de 2021. A firma Pershing Square Holdings também adquiriu 10% participação na UMG antes de sua oferta pública inicial, que aconteceu na Euronext Amsterdã em 21 de setembro de 2021.
Em 2019, a revista Fast Company elegeu a Universal Music Group como a empresa mais inovadora do ramo musical e uma das cinquenta mais inovadoras do mundo, afirmando que "no meio da transformação digital da indústria musical, a Universal está redefinindo como uma gravadora moderna deve ser". A empresa tem contratos de licenciamento assinados com mais de quatrocentas plataformas ao redor do mundo. É proprietária da Universal Music Publishing, o segundo maior catálogo musical do mundo, obtido após a aquisição da BMG Music Publishing em 2007; em tamanho, perde apenas para a Sony Music Publishing. As suas áreas de atuação se dividem em: gravação, catalogação, serviços para artistas e merchandising.

## História

### Origem
A Universal Music já foi uma empresa de música ligada ao estúdio de cinema Universal Studios. Suas origens remontam com a criação da filial norte-americana da Decca Records em 1934. Em 1939, The Decca Corporation of England cindiu-se da Decca estadunidense. A MCA Inc. adquiriu a Decca americana em 1962. A organização atual surgiu quando a empresa-mãe Seagram comprou PolyGram e fundiu-a com o grupo Universal Music em 1998. No entanto, o nome apareceu pela primeira vez em 1996, quando MCA Music Entertainment Group foi renomeada Universal Music Group. A aquisição da PolyGram incluiu a Deutsche Grammophon que traça sua ascendência a Berliner Gramophone fazendo mais antiga unidade da UMG. A Universal Music Canadá descende de uma empresa separada da Berliner Gramophone, a Compo Company.

### Aquisição pela Vivendi
Com a aquisição da Vivendi Universal Entertainment pela General Electric em 2004, a Universal Music Group foi separada do estúdio de cinema com mesmo nome. Essa foi a segunda vez que uma empresa de música realiza essa separação, os primeiros foram a Warner Music Group a se separar da Warner Bros. Pictures, pertencente a Time Warner. Em fevereiro de 2006, a Vivendi adquiriu os 20% restantes da Matsushita, se tornando a única proprietária da UMG. Em maio de 2007, a Vivendi adquiriu a BMG Music Publishing por €1,63 bilhão, após ter recebido a aprovação da União Europeia em setembro de 2006.

### Década de 2010 e aquisição da EMI
Doug Morris renunciou ao seu cargo de CEO em 1 de janeiro de 2011. O ex-presidente/CEO da Universal Music International, Lucian Grainge, assumiu o posto de CEO da empresa. Grainge também assumiu a presidência em março de 2011. Morris se tornou presidente da Sony Music em 1 de julho de 2011. Com a nomeação Grainge como CEO da UMG, Max Hole foi promovido a COO da UMGI, efetivamente a partir de 1 de julho de 2011. A partir de 2011, a Interscope-Geffen-A&M da UMG irá assinar com os participantes do American Idol. Anteriormente, os idols assinavam com a RCA Records. Em janeiro de 2011, a UMG anunciou a doação de 200 mil gravações datadas entre 1926 e 1948 para a Biblioteca do Congresso para a preservação.
Em 11 de Novembro, a Universal Music, comprou o selo discográfico EMI Music e seu acervo por £ 1,2 bilhão. O catálogo musical da EMI foi adquirido por um consórcio liderado pela Sony.

## Controvérsias

### Payola
Em Maio de 2006, uma investigação liderada pelo então procurador-geral de Nova Iorque, Eliot Spitzer, concluiu que a Universal Music Group subornou estações de rádio para tocar músicas de Ashlee Simpson, Brian McKnight, Big Tymers, Nick Lachey, Lindsay Lohan e outros astros da gravadora. A Universal pagou US$ 12 milhões para o Estado em acordo.

### YouTube
Em Maio de 2007, a UMG foi acusada de abusar da Lei dos Direitos Autorais do Milênio Digital (DMCA), para conter críticas, ao forçar o Youtube a remover diversos vídeos que contêm músicas da UMG nos mesmos, o que causou a ira e frustração de muitos usuários do site. Um dos vídeos retirados foi o de Michelle Malkin, crítica do cantor Akon. Eventualmente, a UMG voltou atrás nas suas queixas após ser contestada pela Electronic Frontier Foundation.  No mesmo ano, a UMG foi acusada de usar a Lei dos Direitos Autorais do Milênio Digital (DMCA) para remover de maneira indiscriminada conteúdos relacionados ao artista Prince, o mais notável um vídeo caseiro de vinte segundos em que crianças dançam para uma das músicas do cantor.
Em Abril de 2013, o site TorrentFreak noticiou que tanto a UMG quanto o YouTube possuem um acordo mútuo que previne que conteúdos bloqueados no YouTube solicitados pela UMG sejam restaurados, mesmo se o reclamante registrar uma contranotificação DMCA.
Em outras palavras, mesmo que nenhum direito autoral tenha sido infringido, este contrato não oferece nenhuma alternativa para os usuários além de contestar judicialmente a decisão do Youtube.

### Imeem
Em Dezembro de 2007 a UMG anuncia um acordo com a rede social Imeem, permitindo que usuários escutem qualquer faixa do catálogo da Universal gratuitamente, com uma parte dos lucros gerados pela divulgação das músicas sendo compartilhados com a gravadora. Duas semanas após o acordo ser anunciado, Michael Robertson especulou a respeito dos termos secretos do acordo, e argumentou que ao final esse seria um mau negócio para a Imeem. Esta especulação levou a uma guerra inflamada na lista de e-mail da Pho digital à medida que representantes da Imeem negaram as queixas de Robertson e desconsideraram as suas teorias como infundadas. Imeem é um site que não existe mais e todo o acesso ao mesmo foi redirecionado para o MySpace.

### Megaupload
Em 9 de Dezembro de 2011, o Megaupload publicou um vídeo musical com vários artistas, como Kanye West, Snoop Dogg, Alicia Keys e will.i.am, apoiando a empresa. O vídeo também foi enviado ao Youtube, mas foi removido mediante solicitações da UMG.
O Megaupload afirmou que o vídeo não possuía nenhum conteúdo infrator, tendo assinado acordos de utilização com cada artista que apareceu no mesmo. E entrou com uma ação contra a UMG na Corte Distrital dos Estados Unidos, da Califórnia, em 12 de Dezembro de 2011. A UMG negou que a solicitação de retirada foi baseada nos termos da Lei dos Direitos Autorais do Milênio Digital (DMCA), e afirmou que a mesma foi "em cumprimento ao acordo entre a UMG e o YouTube, "que dá o direito de bloquear ou remover vídeos postados por usuários através do Serviço de Gerenciamento de Conteúdos (CMS) do YouTube, baseado em um número de critérios contratualmente especificados". O vídeo foi posteriormente retornado ao YouTube, com os motivos para a retirada solicitada pela UMG ainda incertos. Os advogados de will.i.am inicialmente argumentaram que ele nunca teria concordado com o projeto, mas em 12 de Dezembro ele negou qualquer envolvimento com a notificação de retirada.